# Kanálcsőrű bakcsó
A kanálcsőrű bakcsó vagy szélescsőrű bakcsó (Cochlearius cochlearius) a madarak (Aves) osztályának a gödényalakúak (Pelecaniformes) rendjébe, ezen belül a gémfélék (Ardeidae) családjába és a tigrisgémformák (Tigrisomatinae) alcsaládjába tartozó Cochlearius madárnem egyetlen faja. Korábban saját családot, a Cochlearidae nevűt alkották meg neki.

## Rendszertani eltérés
Ezt a különleges madarat korábban a bakcsóformák (Nycticoracinae) alcsaládjába sorolták, azonban az új alaktani- és DNS-vizsgálatok alapján a kanálcsőrű bakcsót áthelyezték a tigrisgémformák alcsaládjába.

## Előfordulása
Mexikó, Argentína, Aruba, Belize, Bolívia, Bonaire, Brazília, Costa Rica, Curaçao, Ecuador, Francia Guyana, Guatemala, Guyana, Honduras, Kolumbia, Nicaragua, Panama, Paraguay, Peru, Salvador, Suriname, Trinidad és Tobago, valamint Venezuela területén honos. Mangroveerdők, árapály közti területek, édes és sós vizű tavak és mocsarak lakója.

## Alfajai
- Tigrisoma mexicanum cochlearius
- Tigrisoma mexicanum panamensis
- Tigrisoma mexicanum phillipsi
- Tigrisoma mexicanum ridgwayi
- Tigrisoma mexicanum zeledoni

## Megjelenése

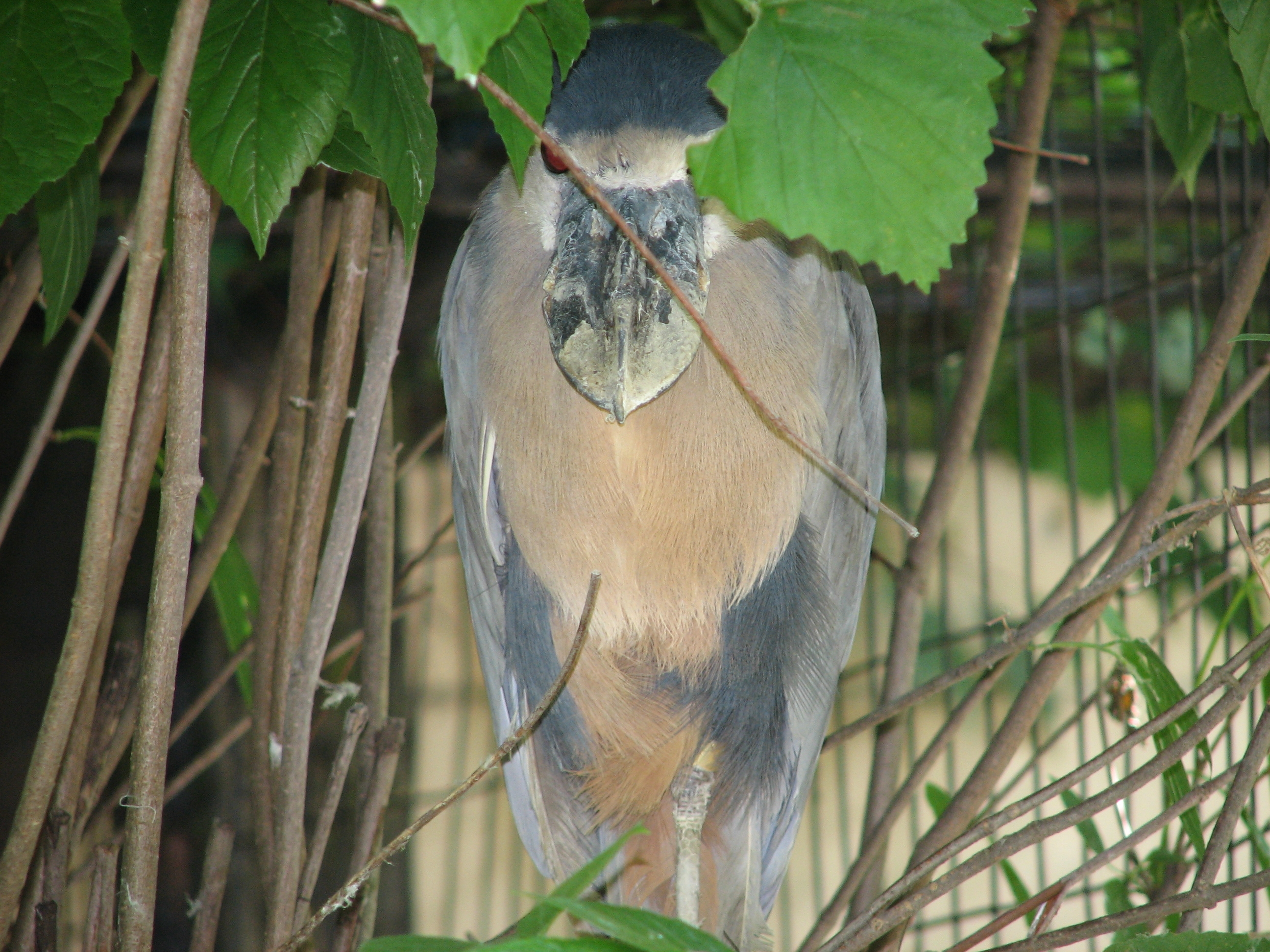

Testhossza 45-50 centiméter, testtömege 500-1100 gramm között van. Feje teteje és válla fekete. A fiatal madarak barnásabbak. A nemek hasonlóak, de a hímek nagyobbak.
Érdes, rekedt kiáltásokat hallat olykor.
Az idősebb hímek szeme mélypiros színű. Párzási időszak alatt 2-3 darab, 10 centiméter körüli hosszú fehér dísztollat viselnek a tarkójukon.

## Életmódja
Nappal a fák között bujkál, éjszaka vadászik, rákokból és rovarokból álló táplálékára. Névadó kanálszerű csőrével érzékeli a zsákmányt és elkapja.

## Szaporodása
Mocsarakban lévő fákra építi fészkét. Fészekalja 2-4 kékesfehér tojásból áll. Kotlási ideje 25-27 nap.

## Állatkertekben
Magyarországon a Veszprémi Állatkertben tartanak kanálcsőrű bakcsókat.